# El Parco (distrito)
El Parco é um distrito peruano localizado na Província de Bagua, departamento Amazonas. Sua capital é a cidade de El Parco.

## Transporte
O distrito de El Parco é servido pela seguinte rodovia:
- PE-5NC, que liga o distrito de Manseriche (Região de Loreto) ao distrito de Jaén (Região de Cajamarca)
- AM-100, que liga o distrito a cidade de La Peca
- AM-101, que liga o distrito a cidade de Copallin